# Neelix (Star Trek)
Neelix – fikcyjna postać z serialu Star Trek: Voyager. Przedstawiciel rasy Talaxian. Pełni rolę kucharza i zajmuje się morale załogi. W postać tę wcielił się Ethan Phillips.